# Eskilsminne IF
Eskilsminne IF är en fotbollsförening från stadsdelen Eskilsminne i Helsingborg, grundad 18 maj 1928.

## Verksamhet
Föreningen har över 50 lag i seriespel och 1 400 medlemmar. Klubben arrangerar sedan 1968 Eskilscupen, som är en av Sveriges äldsta och näst största turnering inom ungdomsfotboll. Eskilsminne IF tilldelades 2005 utmärkelsen "Årets bästa idrottsliga barn- och ungdomsverksamhet" av Skånska idrottsförbundet.
Klubbens A-lag för herrar spelar i Ettan Södra, medan A-laget för damer spelar i division 1 Södra. 

## Historik
Föreningen bildades den 18 maj 1928 på initiativ av bland andra den tidigare landslagsbacken Arne Johansson.  Eskilsminne IF slogs år 1934 ihop med Sofiebergs BK.  Sedan 1942 spelar och tränar klubben på idrottsplatsen Harlyckan strax söder om Jordbodalen. Klubben har bland annat fostrat landslagsspelaren Thomas Sjöberg.
Spelardräkten, blågulrandig tröja och blå byxor är ett "arv" från dåvarande storebror Stattena IF. Eskilsminnes ursprungliga spelardräkt var ljus- och mörklila-randig tröja och vita byxor. 
Klubben har två gånger på senare år slagit ut lokalkonkurrenten Helsingborgs IF ur Svenska cupen och gått till gruppspel på deras bekostnad, 2018 efter att ha vunnit med 1-0 och 2021 efter en 3-2-seger. Med den senare vinsten kvalificerade sig klubben för gruppspel i Svenska cupen för tredje gången i klubbens historia.

## Spelare

### Spelartruppen
| Nummer      | Land             | Spelare               | Födelsedatum      | Kom från              | Moderklubb             |           |
| Målvakter   | Målvakter        | Målvakter             | Målvakter         | Målvakter             | Målvakter              | Målvakter |
| ----------- | ---------------- | --------------------- | ----------------- | --------------------- | ---------------------- | --------- |
| 13          | Sverige          | Hampus Pauli          | 5 december 2002   | Landskrona BoIS       | Vellinge IF            |           |
| 31          | Sverige          | Philip Mårtensson     | 1 september 1993  | Varbergs BoIS         | Eriksfälts FF          |           |
| Försvarare  |                  |                       |                   |                       |                        |           |
| 2           | Sverige          | Adrian Petersson      | 2 mars 2000       | Åtvidabergs FF        | Åtvidabergs FF         |           |
| 3           | Sverige          | Fabian Velander       | 16 augusti 1998   | Hässleholms IF        | Åsums BK               |           |
| 4           | Sverige          | Endrit Ibishi         | 27 augusti 1997   | Pierikos              | Halmstads BK           |           |
| 15          | Sverige          | Jonathan Larsson      | 11 maj 1997       | IK Sleipner           | Helsingborgs Södra BIS |           |
| 19          | Sverige          | Danijal Omanovic      | 27 augusti 2001   | Helsingborgs IF       | Helsingborgs IF        |           |
| 22          | Sverige          | Jesper Lernesjö       | 11 september 1995 | Husqvarna FF          | Häljarps IF            |           |
| 25          | Sverige          | Johan Albin           | 25 september 2003 | Eskilsminne IF U      | Eskilsminne IF         |           |
| Mittfältare |                  |                       |                   |                       |                        |           |
| 5           | Sverige          | Dragos Farcas Lohan   | 5 mars 1999       | Arameisk-Syrianska IF | Åstorps FF             |           |
| 6           | Sverige          | Christian Ljungberg   | 7 april 1997      | Ängelholms FF         | Påarps GIF             |           |
| 7           | Sverige          | Lucas Ohlander        | 19 februari 1993  | Ängelholms FF         | Rydebäcks IF           |           |
| 8           | Sverige          | Josef Getachew        | 20 december 1999  | Högaborgs BK          | Ekhagens IF            |           |
| 10          | Palestina (stat) | Mahdi Fatahi          | 15 augusti 2003   | Torns IF              | Brøndby Strand         |           |
| 16          | Sverige          | Melvin Larsson        | 18 december 2004  | Eskilsminne IF U      | Eskilsminne IF         |           |
| 17          | Sverige          | Hugo Lindahl          | 28 mars 2007      | Eskilsminne IF U      | Kågeröds BoIF          |           |
| 27          | Sverige          | Filip Lundeberg       | 12 april 1998     | Eskilsminne IF U      | Eskilsminne IF         |           |
| 99          | Sverige          | Casper Seger          | 16 september 1999 | Helsingborgs IF       | Gantofta IF            |           |
| -           | Sverige          | Henrik Norrby         | 7 januari 1999    | Östersunds FK         | Janstorps AIF          |           |
| -           | Sverige          | Neo Ehrnborg Kallmeby | 6 maj 2008        | Kalmar FF             | Trekantens IF          |           |
| Anfallare   |                  |                       |                   |                       |                        |           |
| 11          | Sverige          | Hampus Stoltz         | 2 juli 2004       | Eskilsminne IF U      | Eskilsminne IF         |           |
| 20          | Sverige          | Lucas Lindau          | 21 oktober 2003   | BK Astrio             | BK Astrio              |           |
| 21          | Sverige          | Adham Hazime          | 1 januari 2004    | Eskilsminne IF U      | Högaborgs BK           |           |
| 28          | Sverige          | Amir Hussain Akhlaqi  | 17 september 2004 | Eskilsminne IF U      | Helsingborgs AIS       |           |
| -           | Palestina (stat) | Osama Khattab         | 11 december 2002  | Torns IF              | Lunds SK               |           |